# Crassula deltoidea
Crassula deltoidea är en fetbladsväxtart som beskrevs av Carl Peter Thunberg. Crassula deltoidea ingår i släktet krassulor, och familjen fetbladsväxter. Inga underarter finns listade i Catalogue of Life.

## Bildgalleri

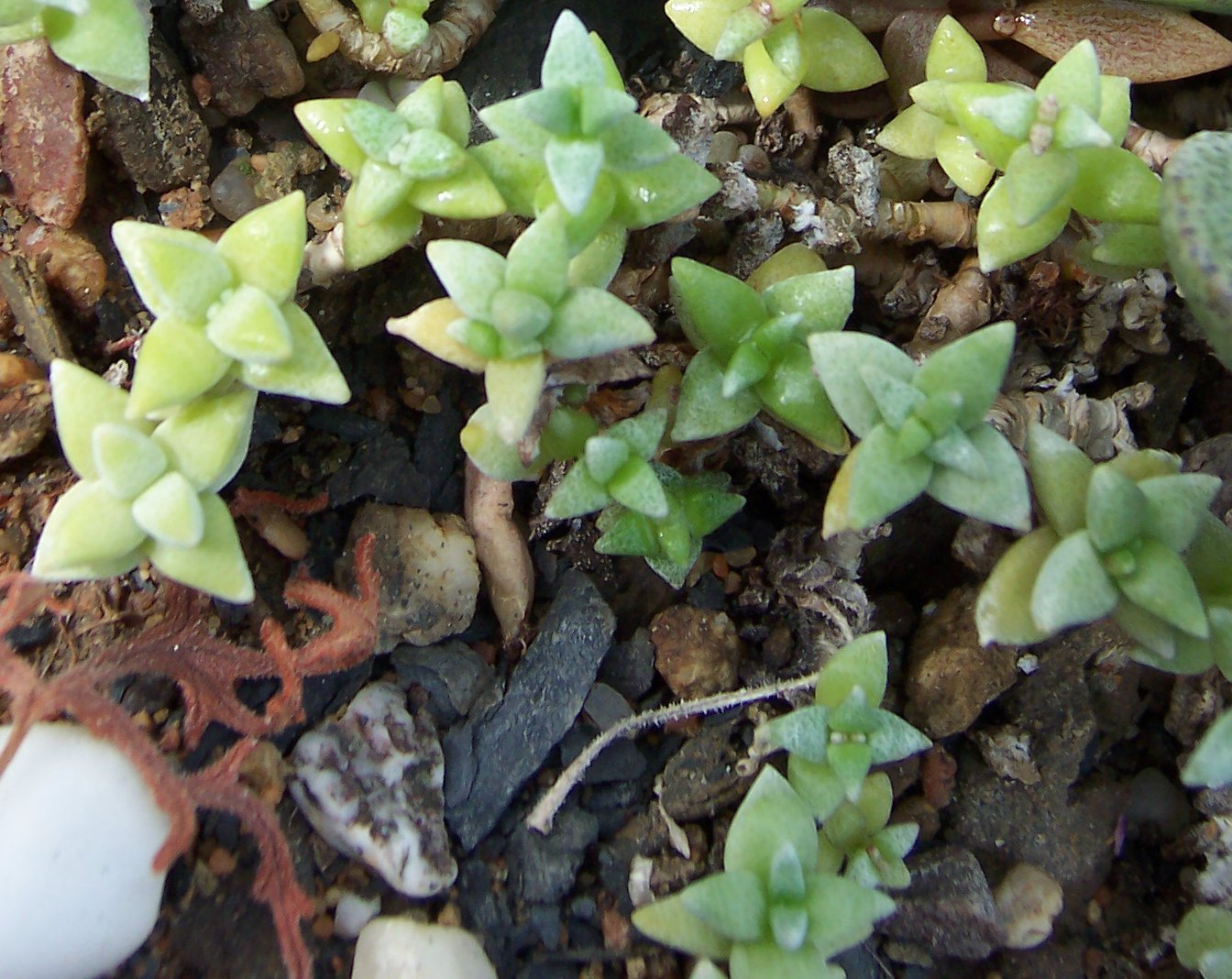
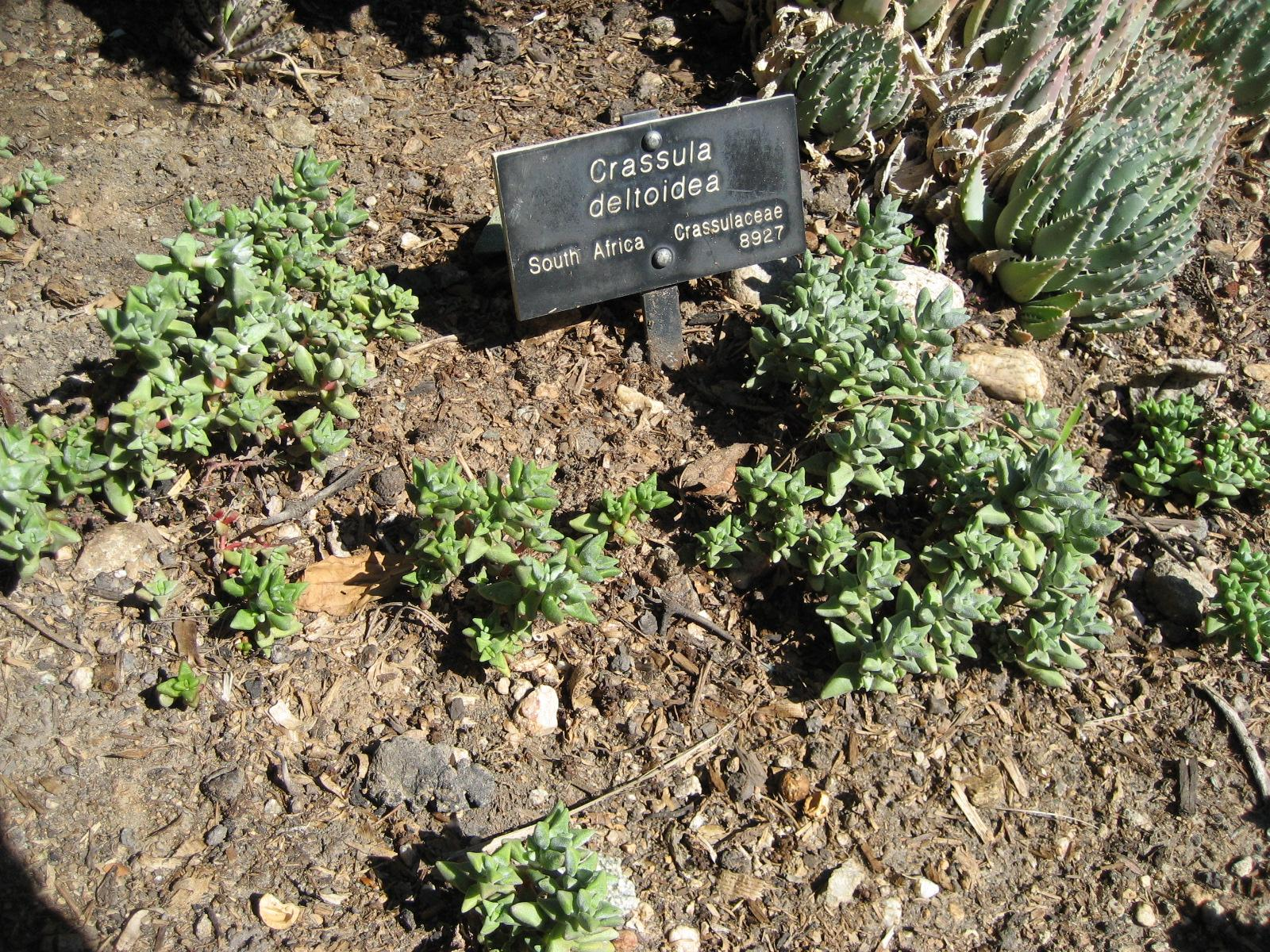